# Norman Bel Geddes
Norman Bel Geddes (nato Norman Melancton Geddes; Adrian, 27 aprile 1893 – New York, 8 maggio 1958) è stato un architetto, designer e scenografo statunitense.

## Biografia
Nato nel 1893 nel Michigan con il nome di Norman Melancton Geddes, crebbe nell'Ohio, a New Philadelphia. Era figlio di Flora Luelle (nata Yingling) e di Clifton T. Geddes. Nel 1916, Norman si sposò con Helen Belle Schneider e il cognome di famiglia venne cambiato in Bel Geddes. La coppia ebbe una figlia, la futura attrice Barbara Bel Geddes.

### Carriera
La sua carriera di scenografo iniziò al Little Theater di Los Angeles, nella stagione 1916-1917. Nel 1918, passò a lavorare al Metropolitan di New York. Fece le scenografie e diresse diversi lavori teatrali anche a Broadway, tra cui alcuni musical di successo. Curò le scene per uno spettacolo sul ghiaccio di Sonja Henie e per un film di Cecil B. DeMille; lavorò come costumista per il grande Max Reinhardt, uno dei nomi di punta della scena teatrale mondiale.
Nel 1927, Bel Geddes aprì uno studio di design industriale, per cui progettava oggetti di uso comune dal design raffinato che poteva andare dallo shaker per i cocktail alle medaglie commemorative. 
Nel 1933 il suo studio realizzò alcuni veicoli per Texaco.

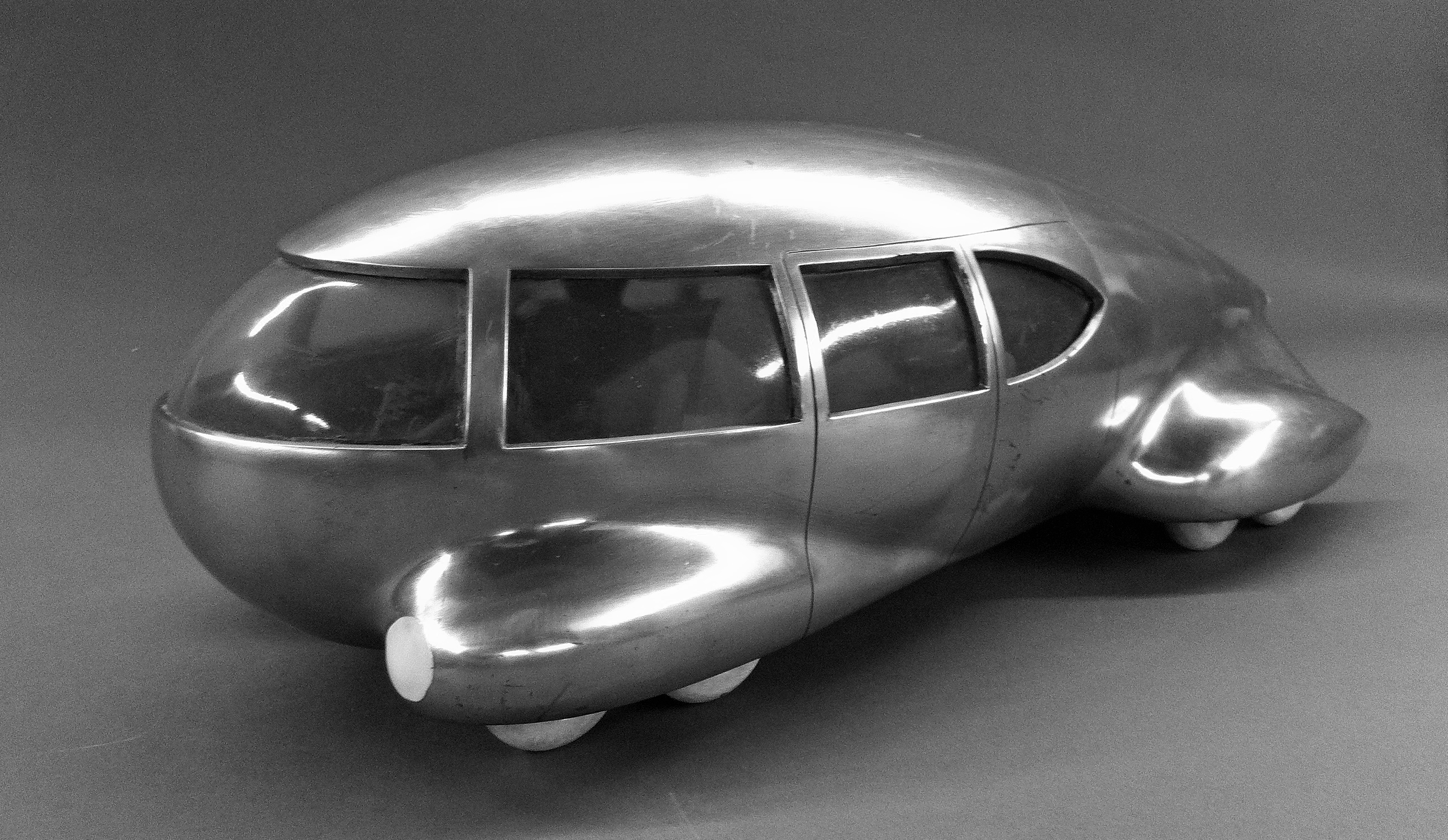
Modello di automobile a forma di goccia di Bel Geddes

Esponente di spicco di quello che oggigiorno viene definito Retro-futurismo, nella sua carriera, Bel Geddes progettò aeroporti galleggianti, maestosi grattacieli e svariati mezzi di locomozione, ma la sua opera più grande fu la realizzazione del padiglione per la mostra Futurama alla Fiera Mondiale di New York del 1939, mostra organizzata dalla General Motors.

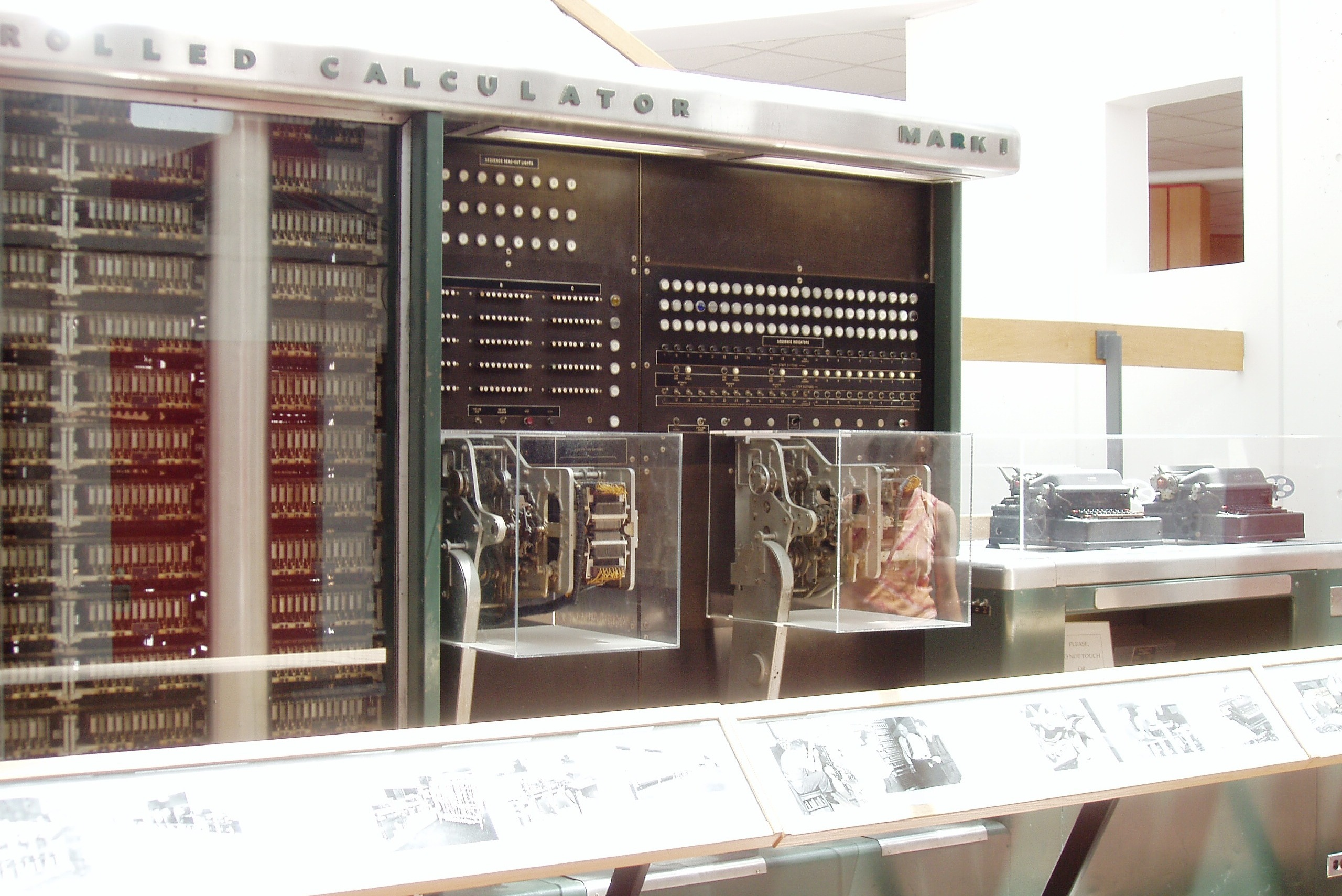
Harvard Mark I

Bel Geddes disegnò il Mark I, il computer dell'IBM  presentato da Thomas J. Watson a Harvard. Alcuni lo videro come uno spreco di risorse, dato che i fondi avrebbero potuto essere usati per costruire dispositivi aggiuntivi.

## Filmografia
La filmografia è completa
- Anime nel turbine (Feet of Clay), regia di Cecil B. DeMille - architetto scenografo e arredatore con Paul Iribe (1924)
- L'angoscia di Satana (The Sorrows of Satan), regia di D.W. Griffith - architetto scenografo  (1926)
- Strada sbarrata (Dead End), regia di William Wyler - stage producer (1937)
- To New Horizons, cortometraggio - effetti speciali model designer (1940)
- Il più grande spettacolo del mondo (The Greatest Show on Earth), regia di Cecil B. DeMille - designer big top (non accreditato) (1952)

## Spettacoli teatrali
- Lady, Be Good (Broadway, 12 gennaio 1924)
- She Stoops to Conquer, di Oliver Goldsmith (Broadway, 9 giugno 1924)